# Silene fedtschenkoana
Silene fedtschenkoana är en nejlikväxtart som beskrevs av G. Preobr. Silene fedtschenkoana ingår i släktet glimmar, och familjen nejlikväxter. Inga underarter finns listade i Catalogue of Life.